# Danh sách thành viên của Nightwish
Đây là danh sách thành viên của Nightwish, một ban nhạc symphonic metal đến từ Kitee, Phần Lan, được thành lập năm 1996 bởi songwriter kiêm keyboard Tuomas Holopainen, guitarist Emppu Vuorinen, và cựu ca sĩ chính Tarja Turunen. Nightwish là ban nhạc thành công nhất của Phần Lan với hơn 7 triệu album được bán ra trên toàn thế giới, 1 chứng nhận bạc, 11 chứng nhận vàng và 30 chứng nhận bạch kim.
Mặc dù Nightwish là một trong những ban nhạc lớn của Phần Lan ngay từ khi ra mắt single đầu tiên, "The Carpenter" (1997) và album đầu tay Angels Fall First, tuy nhiên danh tiếng toàn cầu chỉ đến với ban nhạc khi phát hành album Oceanborn, Wishmaster và Century Child, lần lượt vào các năm 1998, 2000 và 2002. Album năm 2004, Once, bán được hơn 1 triệu bản đã mang Nightwish đến toàn nước Mỹ. Hit lớn nhất của họ tại Mỹ, "Wish I Had an Angel" (2004), được chọn làm soundtrack cho ba phim Mỹ để quảng bá cho tour diễn toàn Bắc Mỹ. Ban nhạc tung ra thêm ba đĩa đơn và hai video cho Once, cùng với một bản thu âm lại của "Sleeping Sun" cho album tổng hợp "best of", Highest Hopes (2005), trước khi Turunen chia tay ban nhạc vào tháng 10 năm 2005.
Tháng 5 năm 2007, cựu ca sĩ chính Alyson Avenue, Anette Olzon, được tiết lộ là sẽ thay thế vị trí của Tarja Turunen vào mùa thu cùng năm, ban nhạc trình làng album thứ sáu, Dark Passion Play, và bán được hơn 2 triệu bản. Đĩa đơn chủ lực của album, "Amaranth", trở thành một trong những đĩa đơn thành công nhất của Nightwish tại châu Âu. Chuyến lưu diễn quảng bá cho album - một trong những chuyến lưu diễn lớn nhất của ban nhạc - được khởi động từ tháng 10 năm 2007 và kết thúc vào tháng 9 năm 2009. Một E.P/live album mang tên, Made in Hong Kong (And in Various Other Places), phát hành tháng 3 năm 2009 dưới dạng Mini CD/DVD, và album phòng thu thứ bảy của họ, Imaginaerum, được phát hành trên toàn thế giới vào những ngày khác nhau vào cuối năm 2011/đầu năm 2012.
Vào ngày 1 tháng 10 năm 2012, Nightwish thông báo rằng họ đã chia tay với Olzon và sẽ hoàn thành tour diễn hiện tại với ca sĩ Floor Jansen, thành viên của ReVamp và là cựu thành viên của After Forever. Tháng 10 năm 2013, Nightwish thông báo Floor Jansen và Troy Donockley chính thức là thành viên lâu dài của ban nhạc.
Nightwish đã nhận được mười một Giải Emma-gaala, từ mười ba đề cử, và một Giải Echo từ hai đề cử. Nightwish cũng đã nhận được 2 đề cử từ Metal Hammer Golden God Awards nhưng chưa từng giành giải; Nightwish đã giành được giải thưởng từ MTV Europe Music Awards và từ World Music Awards, và cũng đã được đề cử trong MTV Video Music Awards năm 2004.

## Thành viên hiện tại
Tuomas Holopainen
Thời gian hoạt động: 1996–nay
Nhạc cụ: keyboards, piano, guitar, hát, bass, saxophone, clarinet
Albums tham gia cùng ban nhạc: Tất cả các sản phẩm của Nightwish kể từ bản demo năm 1996
Tuomas Lauri Johannes Holopainen (sinh ngày 25 tháng 12 năm 1976) là một songwriter, nhạc sĩ đa nhạc cụ (nhưng thường là một keyboardist), nhà biên kịch và nhà sản xuất âm nhạc người Phần Lan. Được biết đến nhiều nhất với vai trò thành viên của Nightwish, anh cũng đã được học về jazz và phong cách nhạc cổ điển, nhưng thứ ảnh hưởng nhiều nhất đến phong cách của anh là những bản nhạc phim với âm hưởng êm dịu.
Emppu Vuorinen
Thời gian hoạt động: 1996–nay
Nhạc cụ: guitar, bass (1997–1998) và guitar cổ điển
Albums tham gia cùng ban nhạc: Tất cả các sản phẩm của Nightwish kể từ bản demo năm 1996
Erno "Emppu" Vuorinen (sinh ngày 24 tháng 6 năm 1978) là một nhạc công guitar người Phần Lan. Anh bắt đầu tự học chơi guitar ở tuổi 12 và kể từ thời điểm đó đã chơi trong các ban nhạc khác nhau bao gồm Nightwish, Brother Firetribe, Barilari, Almah, và Altaria.
Jukka Nevalainen
Thời gian hoạt động: 1997–nay
Nhạc cụ: trống, percussion, keyboard
Albums tham gia cùng ban nhạc: Tất cả các sản phẩm của Nightwish kể từ album đầu tiên năm 1997, Angels Fall First
Jukka Antero "Julius" Nevalainen(sinh ngày 21 tháng 4 năm 1978) là một tay trống drummer người Phần Lan. Anh đã trải qua những năm đầu đời tại thành phố Kitee; Sự nghiệp với dàn trống của anh bắt đầu vào tuổi mười một khi giáo viên dạy nhạc ở trường nói với anh rằng một chương trình giáo dục mới cho âm nhạc đang được mở, và ông nghĩ Jukka sẽ phù hợp với vai trò một tay trống. Ban nhạc đầu tiên của Jukka là "The Highway" nhưng anh tham gia ban nhạc đầu tiên thực sự của mình ở tuổi 15-16. Ban nhạc đã có một nơi để tập, nhưng bị giới hạn chỉ được tập một vài ngày mỗi tuần. Sau khi rời ban nhạc đó, anh bắt đầu tham gia với Erno "Emppu" Vuorinen và họ có một địa điểm tập vĩnh viễn.
Marco Hietala
Thời gian hoạt động: 1997–nay
Nhạc cụ: hát, bass, guitar, synthesizer, giọng grunt, trống
Albums tham gia cùng ban nhạc: Tất cả các sản phẩm của Nightwish kể từ album năm 2002, Century Child
Marko Tapani "Marco" Hietala (sinh ngày 14 tháng 1 năm 1966) là một ca sĩ, tay chơi bass và songwriter người Phần Lan. Ông cũng là ca sĩ và chơi bass cũng như nhà soạn nhạc và viết lời cho ban nhạc heavy metal Tarot. Ông gia nhập Nightwish trong quá trình sản xuất album Century Child năm 2002, sau sự ra đi của cựu bassist Sami Vänskä. Ông là một nhạc sĩ khách mời đáng chú ý trong Delain, một dự án liên quan đến nhiều thành viên trong cộng đồng gothic và symphonic metal. Ông cũng tham gia trong quá trình thu âm Invitation, album của Altaria với vai trò hát đệm. Hietala cũng tham gia trong các ban nhạc Sinergy và Northern Kings.. Trong Delain, Hietala chơi bass trong album Lucidity, cũng là ca sĩ nam chính trong album. Ông cũng thể hiện hai ca khúc trong album thứ hai April Rain của Delain. Vào tháng 3 năm 2009, Marco tham gia ban nhạc Sapattivuosi. Họ hát lại các ca khúc của Black Sabbath bằng tiếng Phần Lan.
Troy Donockley
Thời gian hoạt động: 2013–nay (thành viên tạm thời từ 2007-2013)
Nhạc cụ: Kèn túi uillean (uillean pipes), sáo kim loại (tin whistle), hát đệm
Albums tham gia cùng ban nhạc: Dark Passion Play và Imaginaerum
Troy Donockley (sinh ngày 30 tháng 5 năm 1964) là một nhạc sĩ và nghệ sĩ đa nhạc cụ người Anh được biết đến nhiều nhất với vai trò chơi kèn túi uillean. Ông đã chơi trong các album Dark Passion Play và Imaginaerum cho đến nay. Ông theo ban nhạc trong hầu hết chuyến lưu diễn Dark Passion Play và góp mặt trong video của đĩa đơn "The Islander". Khi ban nhạc phát hành album mới nhất của họ mang tên Imaginaerum năm 2011, ông được yêu cầu chơi một số lượng đa dạng các nhạc cụ bao gồm kèn túi uillean, ống bouzouki phiên bản Celtic, sáo kim loại và thậm chí còn được yêu cầu góp một vài phần tụng kinh bằng tiếng Cumbria trong bài "The Crow, The Owl, and the Dove." Ông cũng tham gia vào ban nhạc trong Imaginaerum World Tour. Ngày 9 tháng 10 năm 2013, ông được xác nhận là thành viên chính thức của Nightwish.
Floor Jansen
Thời gian hoạt động: 2013–nay (thành viên tạm thời từ 2012-2013)
Nhạc cụ: Hát
Albums tham gia cùng ban nhạc: Chưa có (chỉ mới biểu diễn trực tiếp)
Floor Jansen (sinh ngày 21 tháng 2 năm 1981) là một ca sĩ giọng soprano người Hà Lan, từng là ca sĩ chính của ban nhạc symphonic metal After Forever, đã tan rã vào năm 2009, và là ca sĩ hiện tại cho ReVamp. Cô cũng là thành viên của siêu nhóm nhạc Star One. Cô bắt đầu đi lưu diễn với Nightwish từ ngày 1 tháng 10 năm 2012 khi Anette rời ban nhạc. Ban đầu cô đã được lên kế hoạch để biểu diễn cùng ban nhạc cho tới khi kết thúc Imaginaerum World Tour. Ngày 9 tháng 10 năm 2013, cô được xác nhận là ca sĩ chính thức của Nightwish

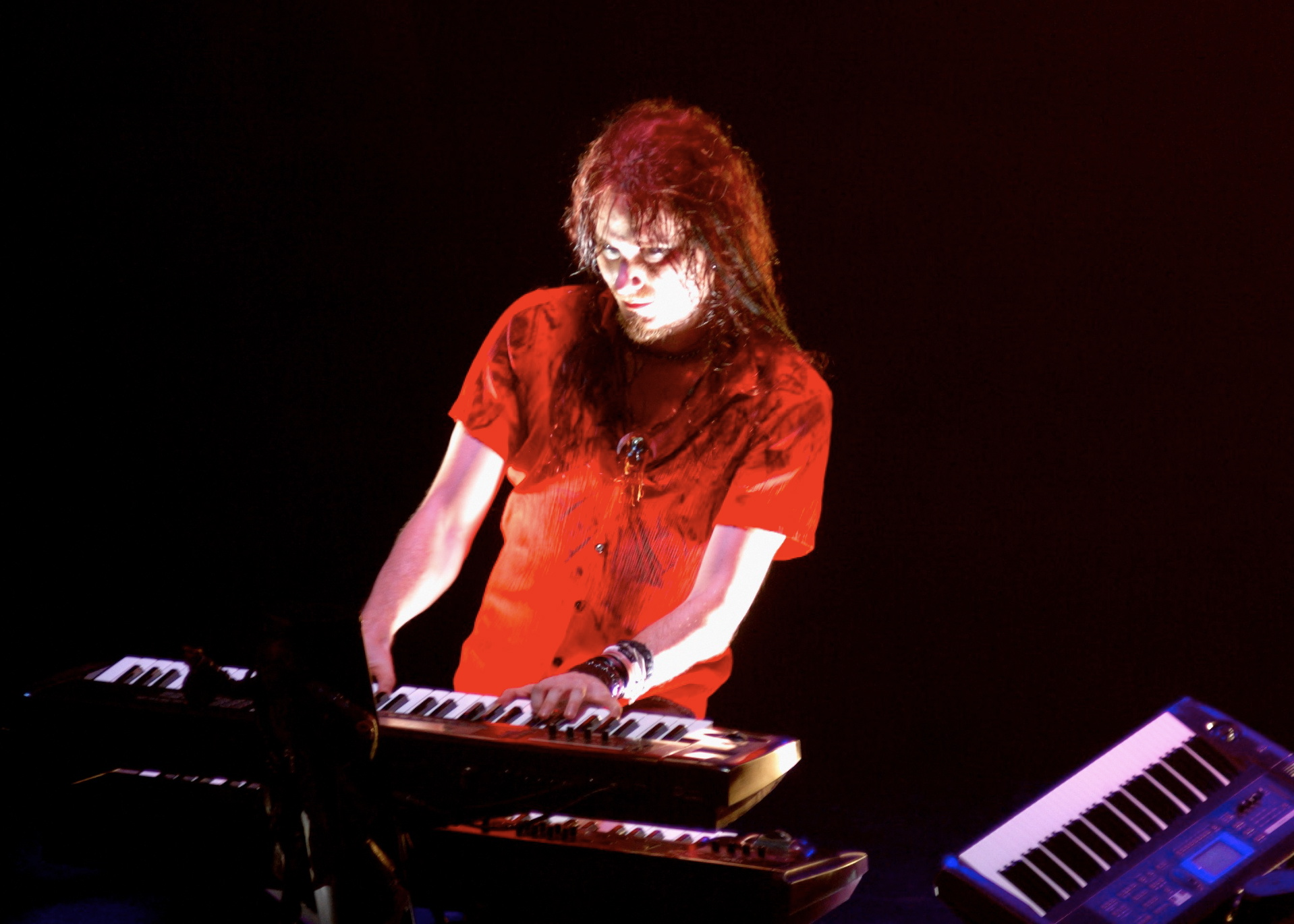
Keyboardist Tuomas Holopainen tại Melbourne, Australia, ngày 30 tháng 1 năm 2008
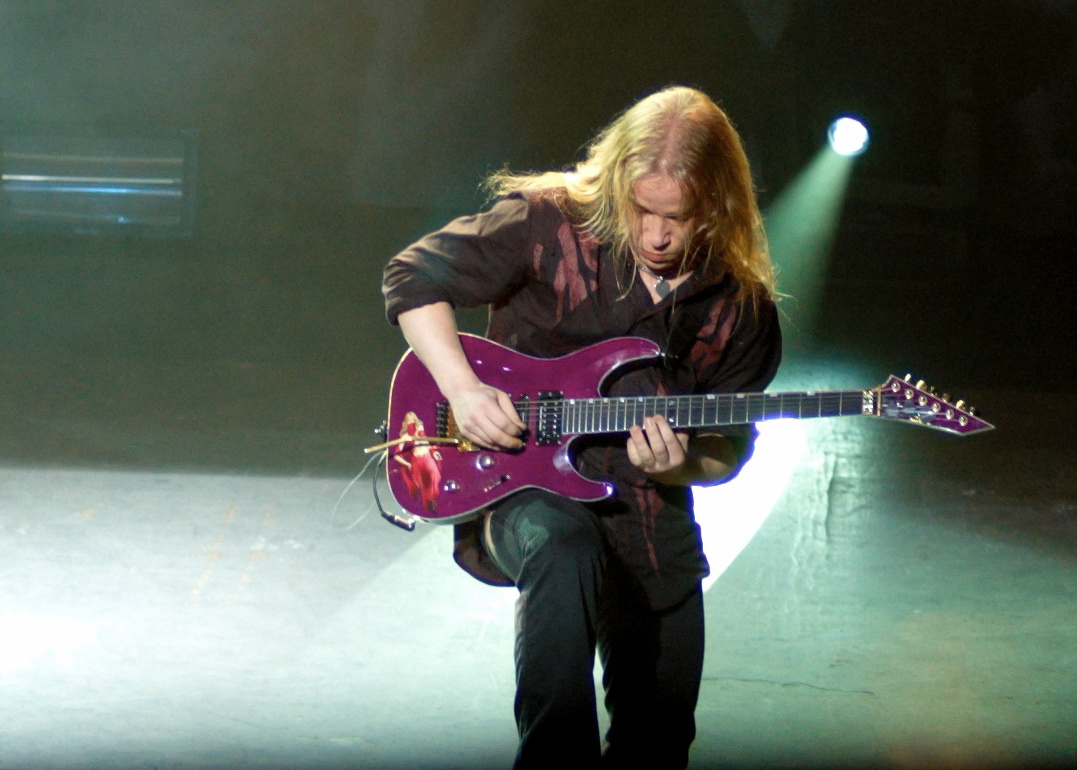
Guitarist Emppu Vuorinen tại Melbourne
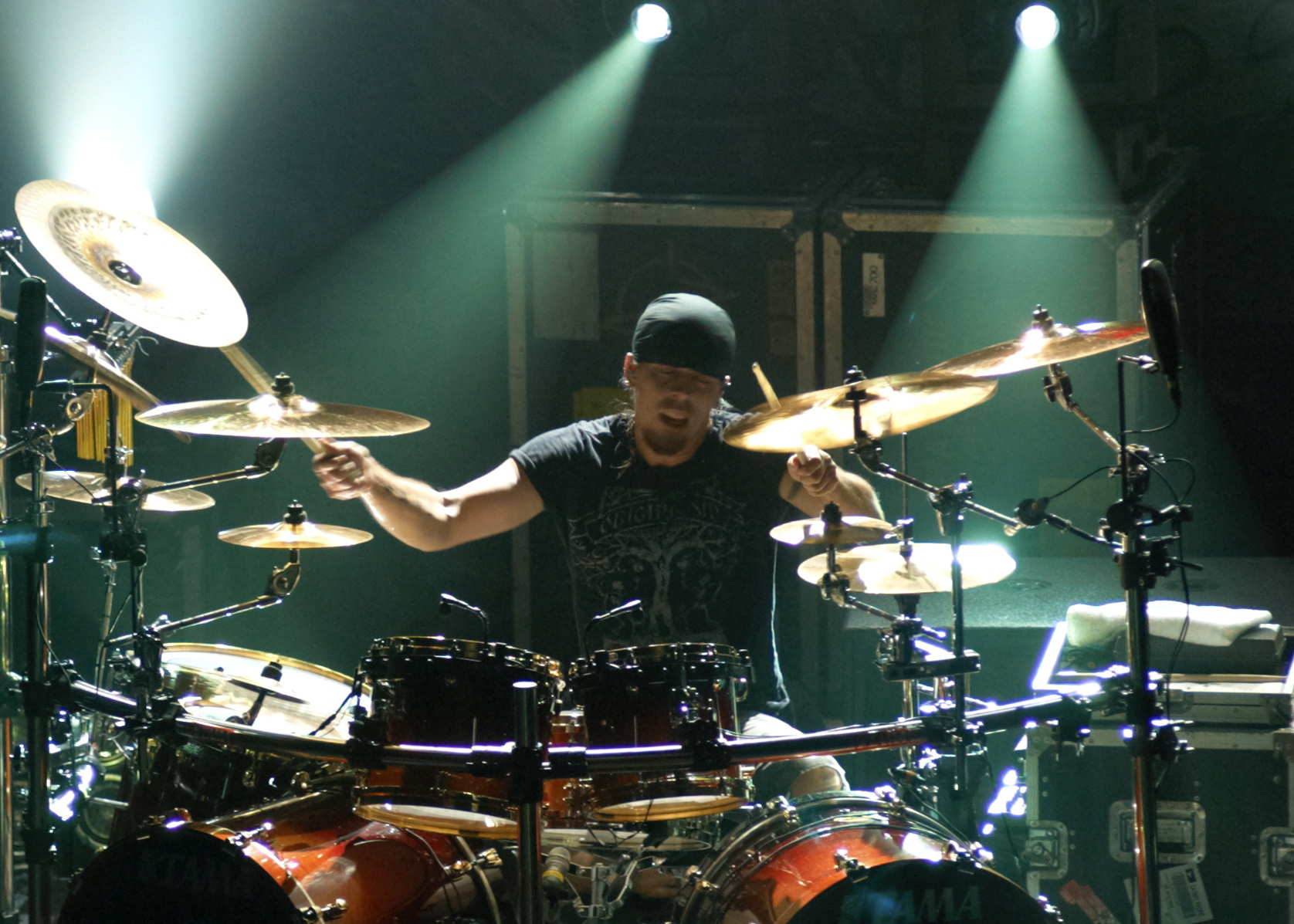
Drummer Jukka Nevalainen tại Melbourne
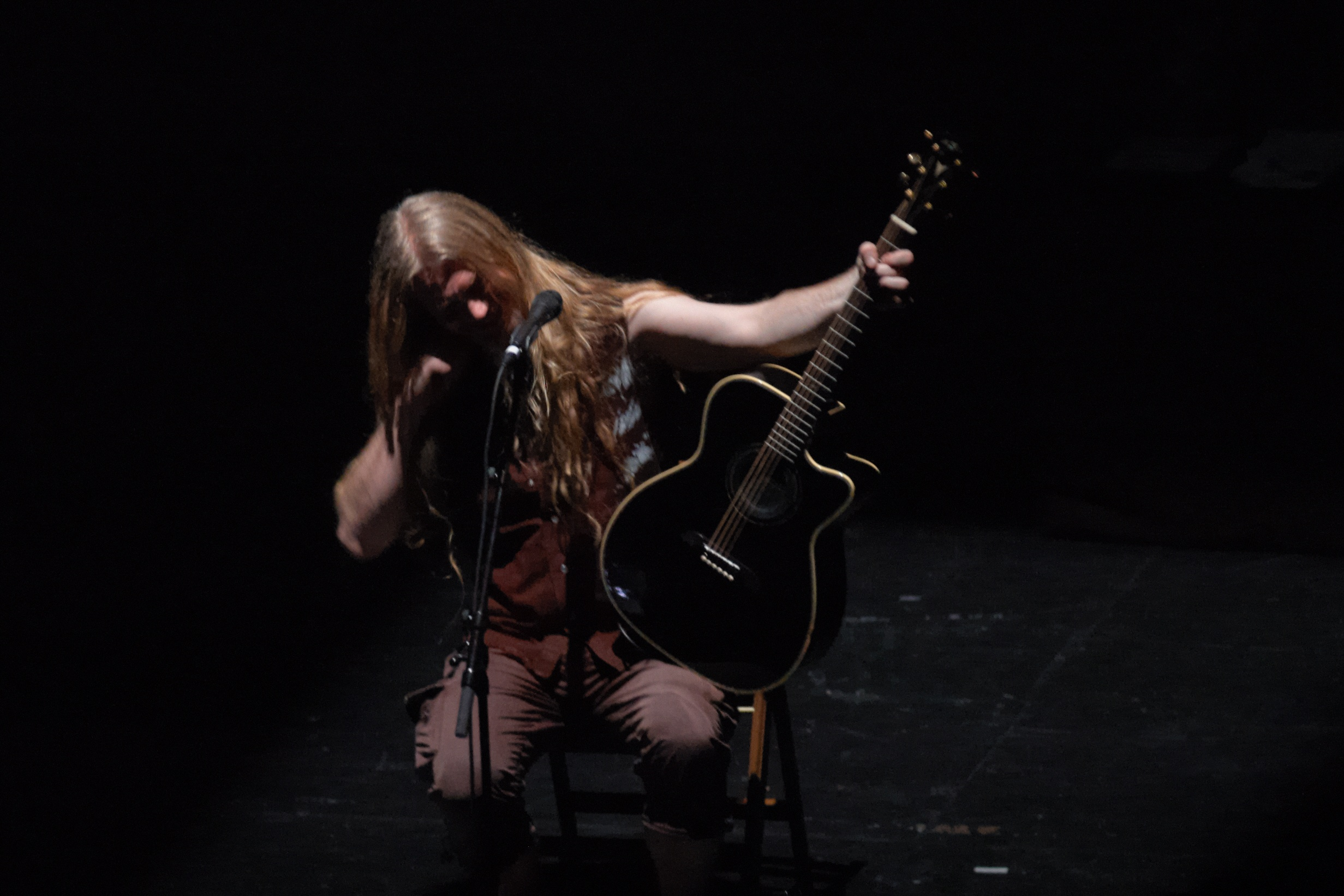
Bassist Marco Hietala tại Melbourne

## Thành viên cũ
Anette Olzon
Thời gian hoạt động: 2007–2012
Nhạc cụ: Hát
Albums tham gia cùng ban nhạc: Dark Passion Play và Imaginaerum
Anette Ingegerd Olsson (sinh ngày 21 tháng 6 năm 1971), được biết đến dưới cái tên Anette Olzon là một ca sĩ người Thụy Điển, cô thay thế Tarja Turunen sau sự sa thải vào ngày 21 tháng 10 năm 2005. Olzon là trước đây là giọng ca chính trong ban nhạc dòng AOR Thụy Điển Alyson Avenue. Sau sự gia nhập của cô vào Nightwish, Anette biểu diễn cùng một số ban nhạc khác, thu âm và biểu diễn trực tiếp, bao gồm Brother Firetribe và Pain, và sẽ phát hành một album mới trong tương lai gần, đứng tên của bản thân cô. Sự ra đi của Anette khỏi Nightwish được thông báo vào ngày 1 tháng 10 năm 2012, khi chuyến lưu diễn Bắc Mỹ của họ đang ở giữa chừng, và Floor Jansen thay thế giọng ca của cô trong phần còn lại của Imaginaerum World Tour.
Tarja Turunen
Thời gian hoạt động: 1996–2005
Nhạc cụ: Hát chính
Albums tham gia cùng ban nhạc: từ bản demo năm 1996 cho đến Once
Tarja Soile Susanna Turunen Cabuli (sinh ngày 17 tháng 8 năm 1977), được biết đến với cái tên Tarja Turunen hoặc đơn giản là Tarja, là một singer-songwriter, nhạc sĩ và diễn viên người Phần Lan, người có sự nghiệp đa dạng bao hàm cả ba album solo của mình. Cô bị sa thải khỏi ban nhạc ngày 22 tháng 10 năm 2005 sau chín năm gắn bó, vào cuối chuyến lưu diễn Once Upon a Tour. Năm 2006, Tarja phát hành một album Giáng sinh, Henkäys Ikuisuudesta, với một chuyến lưu diễn nhạc cổ điển đồng hành từ ngày 25 tháng 11 đến 26 tháng 12. Năm 2007, Tarja ra mắt My Winter Storm, một album với nhiều phong cách khác nhau, bao gồm alternative rock và symphonic metal, bán được hơn 500.000 bản trên toàn thế giới. Chuyến lưu diễn đồng hành, Storm World Tour, bắt đầu từ ngày 25 tháng 11 năm 2007, và kết thúc tại London vào ngày 19 tháng 10 năm 2009, bán hết sạch vé.
Sami Vänskä
Thời gian hoạt động: 1998–2001
Nhạc cụ: Bass
Albums tham gia cùng ban nhạc: Oceanborn cho đến Over the Hills and Far Away
Sami Vänskä (sinh ngày 26 tháng 9 năm 1976) bắt đầu chơi bass bằng việc tự học cách chơi chúng. Anh đã chơi trong một vài ban nhạc, chủ yếu là thuộc dòng metal. Anh bắt đầu sự nghiệp của mình trong ban nhạc Nattvindens Gråt, với Tuomas Holopainen. Anh thực hiện hai album, A Bard's Tale (1995), Chaos Without Theory (1997) và một bản demo mang tên Dar Svanar Flyger (1995) cùng họ. Anh gia nhập Nightwish trong album phòng thu thứ hai, Oceanborn, và sớm được thay thế bởi Marco Hietala.

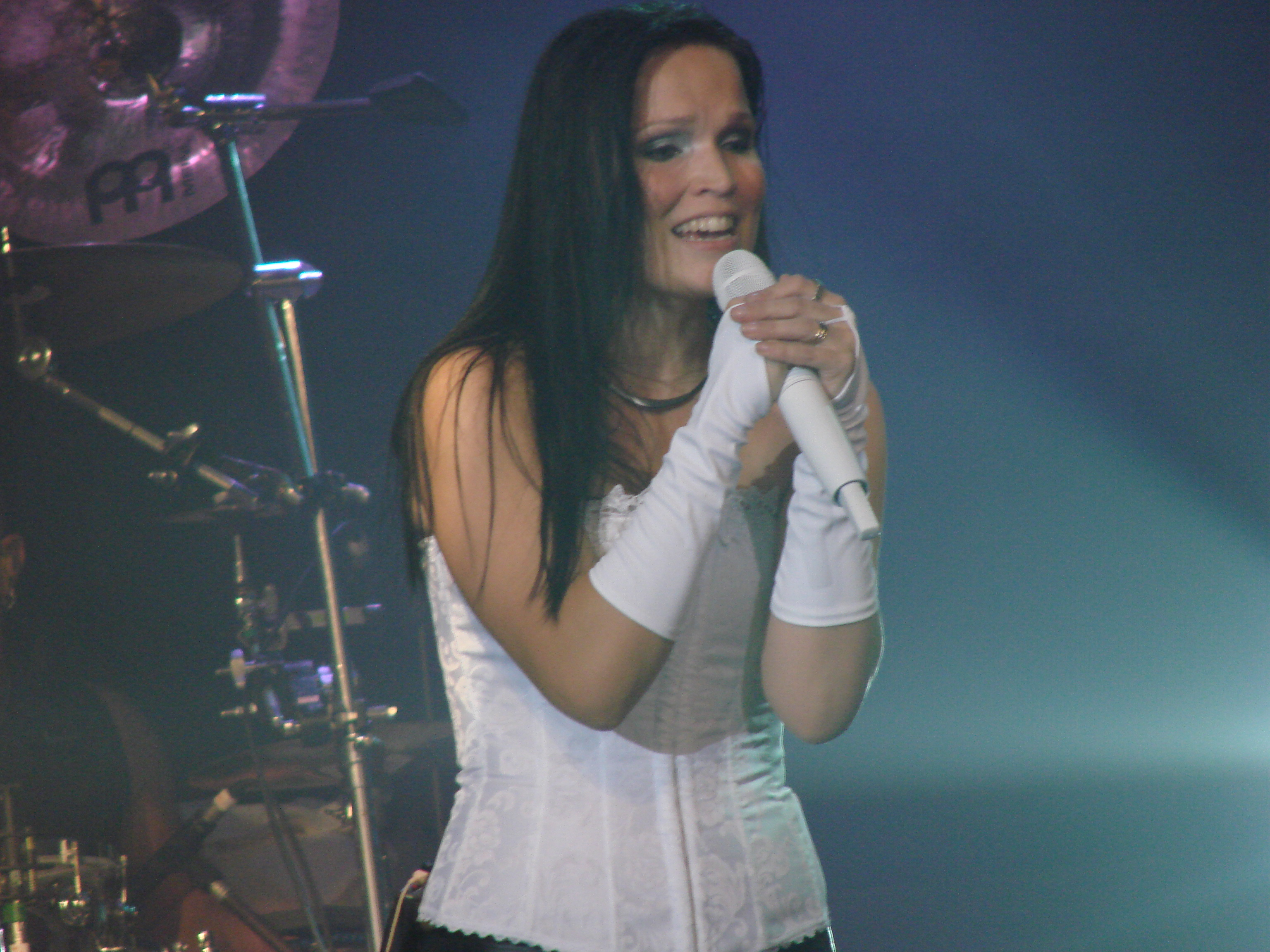
Cựu nữ thủ lĩnh Tarja Turunen tại Buenos Aires, Argentina, ngày 6 tháng 9 năm 2008

## Thành viên khách mời
| Năm       | Tên thành viên             | Album / ca khúc | Nhạc cụ                                                      | Ghi chú |
| --------- | -------------------------- | --- | ------------------------------------------------------------ | --- |
| 1997–1998 | Samppa Hirvonen            | Chỉ biểu diễn trực tiếp | Bass                                                         | Trong suốt chuyến lưu diễn đầu tiên, The First Tour of the Angels                                                                                             |
| 1997–1998 | Marianna Pellinen          | Chỉ biểu diễn trực tiếp | Hát đệm, keyboards                                           | Trong suốt chuyến lưu diễn đầu tiên, The First Tour of the Angels                                                                                             |
| 2000–2001 | Tapio Wilska               | - "Pharaoh Sails to Orion" và "Devil and the Deep Dark Ocean" trong Oceanborn - "10th Man Down" trong Over the Hills and Far Away | Giọng nam                                                    | Góp mặt trong DVD năm 2001, From Wishes to Eternity |
| 2000–2002 | Sam Hardwick               | - "Dead Boy's Poem" trong Wishmaster - "Bless the Child" và "Beauty of the Beast" trong Century Child                             | Hát đệm                                                      | Phát kèm phần biểu diễn trong màn biểu diễn trực tiếp |
| 2000      | Ike Vil                    | - "The Kinslayer" trong Wishmaster - "Bless the Child" trong Century Child                                                        | Giọng nam                                                    | Phát kèm phần biểu diễn trong màn biểu diễn trực tiếp |
| 2001      | Tony Kakko                 | - "Over the Hills and Far Away" và "Astral Romance" trong Over the Hills and Far Away                                             | Giọng nam                                                    | Góp mặt trong DVD năm 2001, From Wishes to Eternity |
| 2004      | John Two-Hawks             | - "Creek Mary's Blood" trong Once                                                                                                 | Giọng nam và Sáo của người bản địa Mỹ                        | Góp mặt trong DVD năm 2006, End of an Era |
| 2004–2007 | Dàn nhạc giao hưởng London | - Once và Dark Passion Play | Tất cả các hiệu ứng trong điệp khúc và âm thanh của dàn nhạc | Phát kèm phần biểu diễn trong màn biểu diễn trực tiếp |
| 2007      | Johanna Salomaa            | - Ca khúc chủ đề cùng tên trong đĩa đơn "Erämaan viimeinen"                                                                       | Giọng nữ                                                     | Thủ lĩnh nữ của Indica |
| 2009      | Pekka Kuusisto             | - "The Siren", "While Your Lips Are Still Red" và "Turn Loose the Mermaids"                                                       | Vĩ cầm                                                       | Pekka gia nhập Nightwish trong buổi biểu diễn cuối cùng của Dark Passion Play Tour tại Hartwall Areena và biểu diễn phần solo vĩ cầm trong album Imaginaerum. |
| 2012      | Alissa White-Gluz          | - "Storytime" | Ca sĩ                                                        | Alissa hát thay thế cho Anette khi cô nằm trong bệnh viện trong thời gian diễn ra buổi biểu diễn tại Denver năm 2012.                                         |
| 2012      | Elize Ryd                  | - "Storytime, Wish I Had an Angel, Amaranth, Nemo, Over the Hills and Far Away"                                                   | Ca sĩ                                                        | Elize hát thay thế cho Anette khi cô nằm trong bệnh viện trong thời gian diễn ra buổi biểu diễn tại Denver năm 2012.                                          |
| 2012      | Pekka Kuusisto             | - "I Want My Tears Back" và "Last of the Wilds"                                                                                   | Violin                                                       | Pekka gia nhập Nightwish trong buổi công chiếu Imaginaerum Movie Premiere tại Hartwall Areena và chơi vĩ cầm/kèn túi song tấu cùng Troy Donockley.            |